# Gebhard Friedrich von Krosigk
Gebhard Friedrich von Krosigk (* 18. Februar 1835 auf Schloss Hohenerxleben; † 29. Mai 1904 auf Gut Bischofferode bei Ellrich im Harz) war ein preußischer General der Kavallerie, zuletzt bei den Offizieren der Armee.

## Leben

### Herkunft
Gebhard Friedrich von Krosigk war Angehöriger des obersächsischen Uradelsgeschlechts von Krosigk.
Seine Eltern waren der anhaltinische Landrat und Herr auf Hohenerxleben Gebhard Adolph Friedrich von Krosigk (* 5. September 1799; † 3. März 1856) und dessen Ehefrau Friedrich Ottilie Karoline Elisabeth von Westphalen (* 5. Oktober 1800; † 1. August 1863).

### Werdegang
Er erhielt seine Schulbildung auf dem Pädagogium in Halle. Nach seinem Abschluss ging er am 1. Oktober 1852 als Einjährig-Freiwilliger in das Leib-Garde-Husaren-Regiment. Dort wurde er am 10. Januar 1854 zum Portepeefähnrich und am 16. Juli 1855 zum Seconde-Lieutenant befördert. Er kam am 3. Oktober 1855 in das 10. Husarenregiment und wurde dort am 30. Juni 1859 Premierlieutenant. Am 31. Oktober 1859 wurde er Eskadronsführer beim 10. Landwehr-Husarenregiment. Dort war er vom 1. Oktober 1860 bis zum 30. September 1862 an das Militär-Reitinstitut abkommandiert. Nach seiner Rückkehr wurde er am 21. Oktober 1862 wieder Eskadronsführer im 10. Landwehr-Husarenregiment. Aber am 4. Februar 1865 wurde er für ein Jahr als Reitlehrer in das Militär-Reitinstitut abkommandiert. Am 14. August 1865 wurde er unter Belassung seines Kommandos als Rittermeister, à la suite des 5. Dragoner-Regiments gestellt. Am 7. Mai 1866 wurde er dann in das 5. Dragoner-Regiment aggregiert.
Während der Mobilmachung zum Deutschen Krieg wurde er am 18. Mai 1866 als Adjutant in das Kavalleriekorps der I. Armee versetzt. Während des Feldzuges kämpft er bei Münchengrätz, Soor und bei Königgrätz. Nach dem Krieg wurde er am 17. September 1866 wieder à la suite des 5. Dragoner-Regiments gestellt und Reitlehrer im Militär-Reitinstitut. Am 29. Dezember 1868 wurde er dann persönlicher Adjutant des Prinzen Friedrich Karl von Preußen und am 20. Juli 1870 zum Major befördert.
Während des Deutsch-Französischen Krieges kämpfte er bei Vionville, Gravelotte, Beaune-la-Rolande, Orleans, Le Mans sowie der Belagerung von Metz. Ferner nahm er an den Gefechten bei Vendome und Epuisay teil, für letzteres erhielt er das Eiserne Kreuz 2. Klasse. Außerdem erhielt er am 26. Dezember 1870 das Komturkreuz 2. Klasse mit Schwertern des hessischen Ordens Philipps des Großmütigen. Am 30. Mai 1872 bekam er das Groß-Offizierskreuz des tunesischen Nichan-Istrkar-Ordens, den türkischen Osmanie-Orden 2. Klasse, das Kommandeurskreuz des Ordens der Krone von Italien sowie den griechischen Erlöser-Orden außerdem erhielt er am 27. Juni 1872 das Kommandeurskreuz 2. Klasse des anhaltinischen Ordens Albrechts des Bären.
Er kam am 12. November 1872 dann als etatsmäßiger Offizier in das Garde-Husaren-Regiment. Er wurde am 14. Februar 1875 zum 100-jährigen Stiftungsfest des russischen Garde-Husaren-Regiments nach St. Petersburg abkommandiert. Nach seiner Rückkehr wurde er am 26. Juni 1875 mit der Führung des Garde-Husaren-Regiments beauftragt und dazu à la suite des Regiments gestellt. Am 3. Juli 1875 zum Oberstleutnant befördert und am 19. August 1875 als Kommandeur des Regiments bestätigt. Er stieg am 11. Juni 1879 zum Oberst auf. Er erhielt am 18. September 180 den Kronen-Orden 2. Klasse und am 13. Juni 1883 den Roten Adlerorden 2. Klasse mit Eichenlaub und Schwertern. Am 21. August 1883 kam er dann als Kommandeur in die 3. Garde-Kavalleriebrigade, dazu wurde er à la suite des Garde-Husaren-Regiments gestellt. Aber schon am 12. Februar 1884 wurde er als Chef in das Militär-Reitinstitut versetzt, unter Belassung à la suite des Garde-Husaren-Regiments. Dort wurde er am 16. September 1885 zum Generalmajor ernannt. Am 11. Februar 1886 wurde er zum Mitglied des Kommission zur Revision des Exerzierreglements für die Kavallerie ernannt. Am 17. September 1887 erhielt er dann den Stern zu seinem Kronen-Orden. Am 13. Januar 1888 wurde er zum Mitglied der Kommission zur Beratung des Interesses der Armee an der Landespferdezucht ernannt. Am 19. September 1888 erhielt er seine Beförderung zum Generalleutnant und am 21. September 1889 auch den Stern zum Roten Adlerorden.
Am 20. Juli 1892 wurde er dann zum Vertretung des Kommandeurs der 20. Division abkommandiert, aber schon am 20. Oktober 1891 wurde er dann Inspekteur des 1. Kavallerieinspektion. Für seine Verdienste als Chef des Militär-Reitinstitutes erhielt er am 24. Oktober 1891 den Kronen-Orden 1. Klasse. Am 11. August 1892 bekam er den Rang eines kommandierenden Generals und am 27. Januar 1893 die Ernennung zum General der Kavallerie. Außerdem erhielt er am 12. September 1895 das Großkreuz des Roten Adler-Ordens mit Eichenlaub und Schwertern, am 31. Juli 1897 auch das Großkreuz des anhaltinischen Ordens Albrechts des Bärens sowie am 11. Dezember 1897 das Großkreuz den Orden des württembergischen Krone. Am 28. März 1898 wurde er dann zu den Offizieren der Armee versetzt, dazu bekam er auch noch den Schwarzen Adler-Orden. Er wurde am 21. Mai 1898 mit Pension zur Disposition gestellt unter Belassung à la suite des Leib-Garde-Husaren-Regiments.
Er starb am 29. Mai 1904 in Bischofferode bei Ellrich im Harz.

### Familie
Krosigk heiratete am 9. Mai 1859 in Neugattersleben Hedwig Helene von Alvensleben (* 28. August 1838; † 17. März 1914), eine Tochter des Ludwig Eduard von Alvensleben (1805–1869). Das Paar hatte mehrere Kinder:
- Gebhard Anton (* 26. Februar 1860; † 21. Januar 1901) ⚭ 1889 Gisela Margarethe von Saldern (* 15. Februar 1868)
- Adolf Friedrich (* 9. Februar 1861), Rittmeister a. D.
- Marie Anna (* 30. April 1863)

⚭ 1886 Freiherr Karl Spiegel zu Peckelsheim (* 27. März 1851; † 21. März 1895), Herr auf Werna, Sohn des Abgeordneten Carl Spiegel von und zu Peckelsheim
⚭ 1903 Johann Hoffmann, Pastor, Schlossprediger im Schloss Ernstbrunn
- Friedrich Karl (* 17. Januar 1870; † 3. November 1906), Rittmeister ⚭ 1902 Ursula Marianne Friederike von Maltzahn-Puchow (* 23. Oktober 1881; † 14. Januar 1962)[2]
- Anna Elisabeth (* 24. März 1879)